# とやま駅特選館
とやま駅特選館（とやまえきとくせんかん）は、富山県富山市明輪町のJR富山駅南口（正面口）にかつて存在していた商業施設である。1952年創業で、旧称は、「まると百貨店」及び「富山ステーションデパート」。
1952年、第二次世界大戦末期の富山大空襲による焼失の後、建て替えられた富山駅舎内において開業した。1966年7月1日（この時に富山ステーションデパートに改称）および1988年7月16日に改装している他、2000年2月11日に『とやま駅特選館』に名称変更し、再度改装開店した。
長年JR駅舎1階部分の一部と上層階のフロアで営業を続けてきたが、北陸新幹線建設工事に伴い2010年に駅コンコース部分が西側の仮駅舎に移転、特選館の各テナントが旧駅ビルに取り残される形となった。旧駅ビルも取り壊しの対象となるため、仮駅舎前に建設された仮店舗へ2011年12月8日にほぼ全てのテナントおよびハート・インが移転した。その後、2015年3月13日をもって閉店となり、約63年間にわたる営業を終えた。
富山駅構内の商業施設は、北陸新幹線の延伸開業と同時に開業する「とやマルシェ」及び「クラルテ」に引き継がれる。

## フロア
仮店舗移転前時点でのもの。仮店舗に引き続き出店したものには末尾に※を付した。

### 1階
- ヴィ・ド・フランス（ベーカリーカフェ）※
- 魚吉（鮮魚店）→仮駅舎内へ移転
- 七越（七越焼き（所謂今川焼き）などのテイクアウト販売）※

### 2階（ショッピングフロア）
土産品店や書店が入居する。また、JR駅の跨線橋に直結する改札口もある。土産品店では各種ますの寿しや地酒、菓子などを取り扱う。地酒では「立山」、ますの寿しでは「青山総本舗」などを販売している。
海産物･名産品
- 梅かま（かまぼこ他）※
- とやま屋 水上商店（ますの寿し・白えび・ほたるいか・昆布〆他）
- 若鶴（地酒）※
- 北水（せんべい・ほたるいか・ますの寿し他）※
- 寿々屋（ますの寿し他）※
- クロネコヤマト※

銘菓・お土産
- とやまの銘菓コーナー※
- リブラン※
- 餅の杉谷※
- 百万石銘店※
- 御菓蔵※
- プリンピア（印刷）
- Hirai(ファンシー)
- 佐幸清雅堂※
- 黒部立山※
- ヘルシーせいそ※
- とやま匠の会※

デイリーゾーン
- BOOKSなかだ※

### 3階（レストランフロア）
白えび天丼を提供する「白えび亭」など、富山の珍味を食べられる。
- 白えび亭※
- 静
- こころ
- 勝寿司
- 喫茶ひまわり
- 七越ラーメン
- ひっぱりだこ市場
- 越中茶屋※
- ＠カフェサンダーバード（インターネットカフェ）

### かつてあった店舗
- 理容室･浅香（3階）
- Dining & Bar Good Day